# Kingdom Hearts 3D: Dream Drop Distance
Kingdom Hearts 3D: Dream Drop Distance (キングダム ハーツ 3D [ドリーム ドロップ ディスタンス], Kingudamu Hātsu Dorīmu Doroppu Disutansu) é um jogo eletrônico RPG de ação desenvolvido e publicado pela Square Enix. É o sétimo título da série Kingdom Hearts e ele foi lançado exclusivamente para Nintendo 3DS em março de 2012 no Japão e em julho na Europa e América do Norte. A história se foca na prova Marca de Mestrado de Sora e Riku, em que eles devem proteger mundo paralelos em preparação para o retorno de Xehanort.

## Jogabilidade
A jogabilidade de Dream Drop Distance foi planejada para ser similar a de Final Fantasy Versus XIII; qualquer elemento não utilizado em Versus XIII foi utilizado em Dream Drop Distance. Os dois personagens jogáveis são Sora e Riku, e o controle entre eles muda durante o jogo através de uma das novidades, a barra Drop Gauge. Assim que essa barra esvazia o personagem é trocado, possibilitando a combinação de ataques.
O jogo volta a utilizar o sistema Command Deck, introduzido em Birth by Sleep, onde as técnicas e habilidades do personagem são equipadas. Um dos elementos chave do jogo é o mecanismo de "livre-movimento", que permite ao jogador utilizar o ambiente ao seu redor para realizar movimentos e ataques especiais através do botão Y. A maior inovação do jogo é a capacidade de caçar e coletar Dream Eaters; cada Dream Eater possibilita um conjunto diferente de ataques e ações cooperativas a Sora e Riku. O jogo também faz uso da tecnologia touch screen para realizar ações como lançar inimigos ou conectar ataques. O jogo também foi projetado para ter cenas e eventos interativos.
Foi confirmado que o jogo é compatível com o acessório Circle Pad Pro. O jogo ainda virá com um dispositivo de realidade aumentada, permitindo que o jogador brinque com os Dream Eaters já coletados.
Quando um jogador está se movimentando para um novo mundo ele entra em um modo chamado Dive Mode. Nesse modo Sora ou Riku mergulham em direção ao mundo, e é necessário derrotar alguns inimigos e fazer uma determinada quantidade de pontos para entrar nesse mesmo mundo. No Dive Mode ainda é possível coletar prêmios.

## Enredo

### Cenário
O diretor e criador da série, Tetsuya Nomura, indicou que os dois temas do jogo são amizade e confiança. A história é conectada com Kingdom Hearts coded, Kingdom Hearts: Birth by Sleep e Kingdom Hearts: 358/2 Days. O cenário presente em Dream Drop Distance contem vários mundos. A maioria dos mundos originais da série estão presentes no jogo, tais como Destiny Islands, Traverse Town, Radiant Garden, Twilight Town e The World That Never Was, mas como a maior parte dos eventos acontece no "mundo submerso no sono", todos os mundos baseados em filmes da Disney são novos. Os filmes confirmados para a criação de mundos são O Corcunda de Notre Dame, Pinóquio, Mickey, Donald e Pateta: Os Três Mosqueteiros, Fantasia e Tron: O Legado. Seus respectivos mundos são La Cité des Cloches, Prankster's Paradise, Country of the Musketeers, Symphony of Sorcery e The Grid. São dentro desses mundos que Sora e Riku participam do teste Mark of Mastery (マスター承認試験, Masutā Shōnin Shiken, em português, Teste de Qualificação para Mestre). Os dois personagens ainda possuem novas vestimentas. A história do jogo está profundamente conectada com a de Kingdom Hearts III.

### Personagens
Os dois personagens jogáveis são Sora e Riku. A história começa logo após o epílogo de Kingdom Hearts Re:coded, em que Yen Sid pediu a Mickey que ele convocasse Sora e Riku para participarem do exame Mark of Mastery para combater o futuro retorno do Mestre Xehanort. O inimigo opcional Unknown, de Birth by Sleep, retorna como o antagonista primário do jogo. Apesar de terem sido destruídos, "Ansem" e Xemnas estão dentre os vilões do jogo, ao lado de Malévola e Bafo. Alguns aprendizes de Ansem, que foram revividos após a destruição de seus Nobodies, também aparecem. Os personagens Neku Sarukaba, Shiki, Joshua, Rhyme e Beat do jogo The World Ends with You foram escalados para fazerem pequenas aparições na história, marcando pela primeira vez na série a aparição de personagens que não pertencem a Disney ou a série Final Fantasy (apesar de que os cinco são propriedade da Square Enix e foram criados por Tetsuya Nomura).
Assim como os jogos anteriores, Dream Drop Distance possui um grande elenco de personagens da Disney, o mais notável sendo Mickey que aparece em três formas diferentes (rei, mosqueteiro e feiticeiro). Donald e Pateta também retornam como personagens recorrentes. Cada mundo possui seus habitantes e eles fazem pequenas participações significativas, sempre mantendo a história original dos filmes. Malévola e Bafo continuam seus papéis como vilões. Diferentemente dos outros jogos, que apresentam um grande número de personagens de Final Fantasy, somente um Moogle foi confirmado para aparecer em Dream Drop Distance.
O jogo introduz uma nova espécie de inimigos e aliados, os Dream Eater (Comedores de Sonhos). Eles se dividem em duas categorias, Pesadelos e Espíritos. Os Pesadelos se alimentam de sonhos e criam pesadelos, enquanto os Espíritos se alimentam de pesadelos e criam sonhos, além de atuarem como parceiros para Sora e Riku.

### História
Exatamente após os eventos de coded e simultaneamente ao epílogo de Birth by Sleep, Sora e Riku são levados por Mickey até a torre de Yen Sid onde eles treinarão para se tornarem mestres da Keyblade e impedir o retorno do Mestre Xehanort. Como parte do exame, os dois são jogados em sete mundos que foram salvos dos Heartless, durante o primeiro Kingdom Hearts, mas entraram em um estado de sono profundo e se disconectaram dos demais mundos. Consequentemente, os Heartless não conseguem chegar a esses mundos e as trevas se manifestam em forma de Dream Eaters. Para completar o teste e se tornarem mestres da Keyblade, Sora e Riku devem despertar esses mundos e depois retornarem à torre de Yen Sid. Contudo, ao longo do caminho eles encontram um misterioso jovem encapuzado que está decidido a impedir o progresso da dupla.

## Desenvolvimento
O jogo foi anunciado durante o evento estadunidense "Eletronic Entertainment Expo 2010" para a plataforma Nintendo 3DS e sobre o nome de Kingdom Hearts 3D Demo. Foi formalmente apresentado no evento "Square Enix 1st Production Department Premier" em Tóquio no Japão, dia 18 de janeiro de 2011, com o seu primeiro trailer e nome oficial. Tetsuya Nomura, o criador da série, comentou sobre os elementos misteriosos do jogo, enfatizando que ele "revelará fatos passados" e que os jogadores devem esperar o inesperado. Ele também confirmou que o tema do jogo é confiança. Em uma edição da Game Informer foi dito que um novo trailer do jogo apareceria no "E3 2011", mas a Square Enix logo negou essa informação e divulgou que o próximo trailer apareceria no "Tokyo Game Show 2011".
Em julho de 2011, uma edição da Famitsu mostrou uma entrevista com Nomura, onde ele confirmou que o jogo já estava 40%-50% desenvolvido. Ele também contou que Kingdom Hearts 3D terá um vídeo secreto, assim como outros lançamentos da série, com um "final chocante". Um novo demo do jogo revelou dois personagens misteriosos e uma nova espécie de inimigos diferente dos Heartless, Nobodies e Unverseds. Uma edição da Dengeki mostrou outra entrevista com Nomura, onde ele mais uma vez confirmou a presença de um trailer do jogo no "Tokyo Game Show 2011", bem como uma versão demo. Ele também disse que sua prioridade com a série é terminar o jogo no começo de 2012. Ele ainda está considerando um chamado "Teste Técnico de HD" para comemorar o décimo aniversário da série.
Durante o "Tokyo Game Show 2011" foi confirmado que o jogo seria lançado durante a primavera de 2012 no Japão. Também foi revelada a presença de vários personagens: os originais da série eram Xehanort, Braig, Ienzo e Even; Quasimodo e Esmeralda, do filme O Corcunda de Notre Dame, foram mostrados como os primerios novos personagens da Disney presentes no jogo e Neku Sarukaba, protagonista do jogo The World Ends with You, que marcará pela primeira vez na série a presença de um personagem que não pertence à Disney ou a série Final Fantasy. Os novos inimigos foram nomeados: os Dream Eaters, criaturas que Nomura descreve como "goblins que consomem o sono". A edição de setembro de 2011 da Famitsu mostrou alguns detalhes do jogo presentes no "Tokyo Game Show 2011". Nomura comentou que o jogo já estava 60%-70% desenvolvido e irá introduzir o quarto e o quinto distrito da Traverse Town, onde Sora e Neku participarão do Reaper's Game (Jogo do Ceifador). Nomura também contou que o jogo terá inúmeros flashbacks mostrados do ponto de vista de Xehanort.
Em novembro de 2011, o site oficial da Jump Festa revelou que um novo demo e um novo trailer do jogo apareceriam no evento "Jump Festa 2012". Pouco tempo depois foi confirmado que o jogo será lançado em março de 2012. Em dezembro do mesmo ano o site da Jump Festa publicou um trailer do jogo em duas versões, uma curta uma longa. Em fevereiro de 2012 a Square Enix publicou o último trailer do jogo para comemorar o décimo aniversário da série. Nesse trailer é mostrado o retorno de Vanitas e o Mestre Xehanort.

### Lançamento
Em janeiro de 2012, a Square Enix postou no site oficial da série que a data de lançamento do jogo no Japão seria no dia 29 de março do mesmo ano. A empresa também declarou que o lançamento do jogo na América do Norte e na Europa estaria próximo. O jogo ainda estará incluindo no pacote Kingdom Hearts 10th Anniversary Box, em comemoração ao décimo aniversário da franquia. O pacote também inclui Kingdom Hearts 358/2 Days e Kingdom Hearts Re:coded.

## Recepção
Durante a entrega de prêmios do "Tokyo Game Show 2011", a versão demo do jogo recebeu o título de Melhor RPG de 3DS e as batalhas contra chefões foram criticadas positivamente. Alguns sites criticaram o demo dizendo que "ele contém várias surpresas sobre o jogo, que por sinal parece ser bem diferente de outros títulos da série". As informações contidas em trailers do jogo têm sido recebidas positivamentes por diversas mídias, fazendo com que o jogo em si fosse colocado na lista "Os 25 mais Esperados" da Famitsu, em outubro de 2011. No portal de jogos IGN, Kingdom Hearts 3D ficou em primeiro lugar em uma pesquisa sobre os jogos mais esperados para 3DS em 2012. A revista Official Nintendo Magazine colocou o jogo em oitavo lugar dentro da sua lista "Os Jogos de 2012".
Em sua primeira revisão do jogo, a Famitsu deu uma nota de 38/40, fazendo de Dream Drop Distance o jogo da série com a segunda maior nota, logo atrás de Kingdom Hearts II. Em sua primeira semana no Japão o jogo vendeu 213.579 cópias e foi o jogo mais vendido para o Nintendo 3DS nessa mesma semana, além de ter impulsionado as vendas de sua plataforma.